# Jakob Friedrich Ehrhart
Jakob Friedrich Ehrhart (n. 4 noiembrie 1742, Holderbank⁠(d), cantonul Aargau, Elveția – d. 26 iunie 1795, Hanovra, Sfântul Imperiu Roman) a fost un botanist german, student al lui Carl Linné la Universitatea Uppsala, iar mai târziu director al Grădinii Botanice din Hanovra, unde a editat mai multe lucrări botanice între anii 1780-1793.